# Altais
Altais eller Delta Draconis (δ Draconis, förkortad Delta Dra, δ Dra), som är stjärnans Bayer-beteckning, är en gul jättestjärna i stjärnbilden Draken, som har magnitud på 3,07  och är synlig för blotta ögat. Baserat på parallaxmätning inom Hipparcosuppdraget på ca 33,5 mas, beräknas den befinna sig på ett avstånd av ca 97 ljusår (30 parsek) från solen.

## Nomenklatur
Delta Draconis har de traditionella namnen Aldib, Altais (geten) och Nodus Secundus. Namnet Altais kommer från det arabiska Al Tāis "geten", associeringen av denna stjärna, tillsammans med Pi Draconis, Rho Draconis och Epsilon Draconis (Tyl). Enligt en NASA-katalogen över stjärnor från 1971 var Al Tāis eller Tais namn för tre stjärnor: Delta Draconis som Altais, Pi Draconis som Tais I och Rho Draconis som Tais II (utesluter Epsilon Draconis).
År 2016 organiserade Internationella astronomiska unionen en arbetsgrupp för stjärnnamn (WGSN) med uppgift att katalogisera och standardisera riktiga namn för stjärnor. WGSN fastställde i augusti 2016 namnet Altais för Delta Draconis, vilket nu ingår i IAU:s Catalog of Star Names.

## Egenskaper
Delta Draconis är en gul till vit jättestjärna av spektralklass G9 III, som har förbrukat förrådet av väte i dess kärna och är inne i ett senare skede av dess utveckling. Den har en massa som är ca 2,3 gånger den hos solen och kommer att avsluta sitt liv som en vit dvärg. Vinkeldiametern hos stjärnan uppskattas till 3,37 ± 0,06 mas, som med en parallax på 32,54 mas motsvarar en fysisk radie på ca 11 gånger solens radie. Den utsänder från dess fotosfär ca 59  gånger mera energi än solen vid en effektiv temperatur påca 4 800 K.

## Polstjärna
Altais är nordlig polstjärna för dvärgplaneten Ceres, endast 1,5 grader från polen.